# Federico da Montefeltro
Frederic III Montefeltro (Gubbio, 7 de juny del 1422 - Ferrara, 10 de setembre de 1482), era el fill natural de Guidantonio I Montefeltro i de Ludovica Ubaldini della Carda o degli Accomanducci. Fou legitimat pel Papa Martí V el 1426.
Capità de cavalleria de l'exèrcit del duc de Milà el 1438, i de l'exèrcit del rei de Nàpols l'octubre del 1442.
El 1443 va rebre els béns de la seva esposa Gentile Brancaleoni, comtessa de Massa Trabaria i senyora de Sant'Angelo in Vado i Mercatello sul Metauro, dels que va ser investit pel Papa Eugeni IV. El 1444 va succeir el seu germà Oddo Antonio II Montefeltro com a vicari Pontifici d'Urbino, Gubbio, Cagli, comte sobirà de Montefeltro, comte sobirà de Castel Durante, senyor sobirà de San Leo, Cantiano, Pergola, Sassocorvaro, Lunano i Montelucco. El 6 de març de 1445 va adquirir Fossombrone als Malatesta. Fou confirmat en els seus títols i estats pel papa Nicolau V amb butlla pontifícia del 20 de setembre de 1447, però la germanastra Violant Montefeltro en va aportar una part al seu espòs.

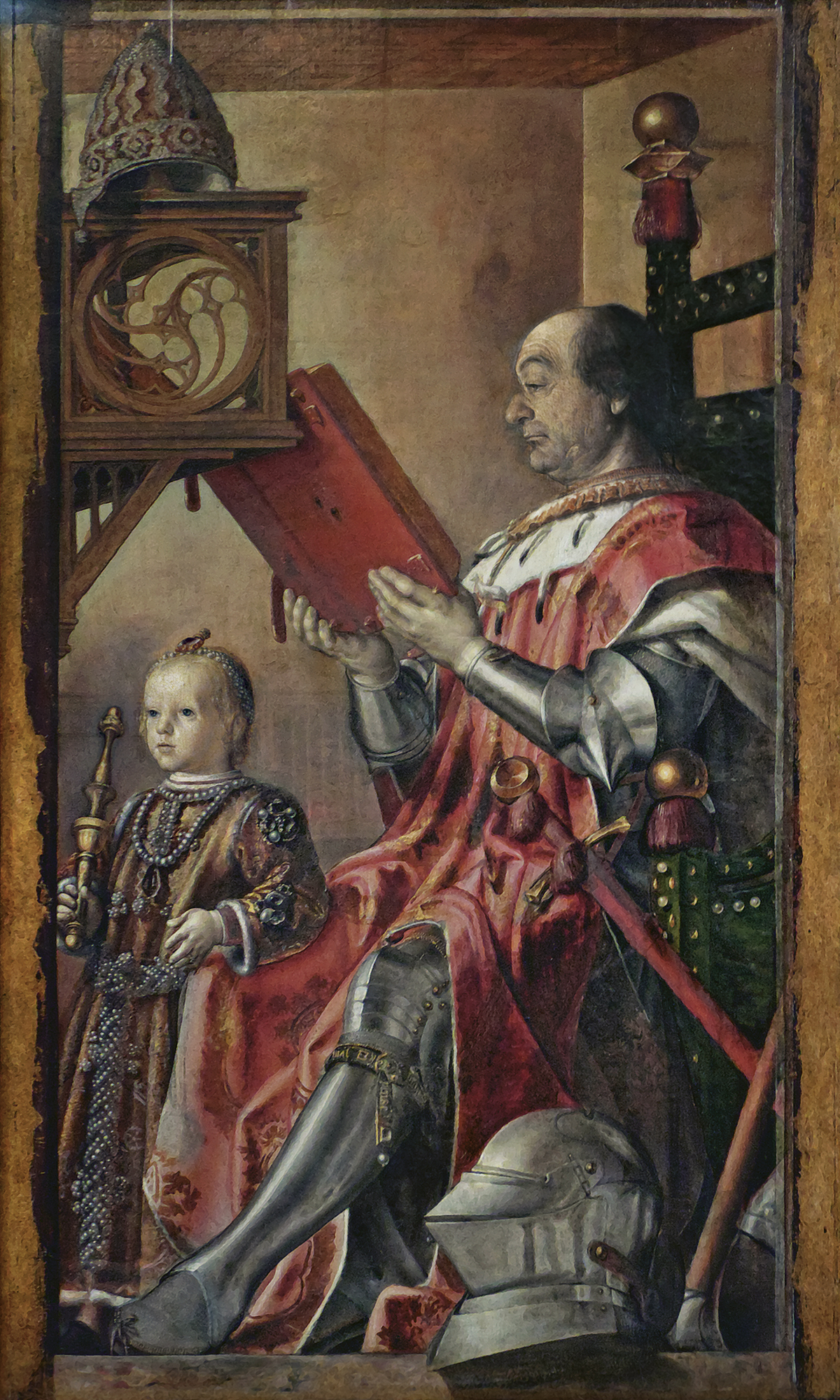
Federico da Montefeltro i el seu fill Guidobaldo, quadre de Pedro Berruguete.

Capità de l'exèrcit de Francesc Sforza el juliol del 1445, capità de la República de Florència el setembre de 1447, capità de l'exèrcit del duc de Milà a l'agost de 1450, capità de l'exèrcit del rei de Nàpols l'octubre de 1451 i capità general del mateix l'abril del 1452, capità general de l'exèrcit del Papa el febrer del 1459, capità general de l'exèrcit combinat del duc de Milà i el Papa el gener de 1460, i capità general de l'exèrcit del rei de Nàpols el 12 de setembre de 1460.
Pius II li va renovar la investidura com vicari d'Urbino, Cagli, Pergola, San Leo, Gubbio i Fossombrone el 30 de juliol de 1461, i en 1462 a la batalla del Cesano derrotà Sigismondo Pandolfo Malatesta, senyor de Rímini per recuperar les terres de la Marca d'Ancona de què s'havia apoderat. Amb la pau de l'1 de novembre de 1463 va rebre com a vicari pontifici, Macerata Feltria, Sant'Agata Feltria, Maiolo, Sartiano, Torricella, Libiano, Rocchi, Maiano, Caioletto, Monte Benedetto, Pereto, Scavolino, San Donato, Ugrigno, Pagno, Pennabilli, Maciano, Pietrarubbia, Monte Santa Maria, Montedale, Castellina, Fossa, Ripamassana, Valle Avellana, San Giovanni, Auditore, Sasso, Torre, Piandicastello, Tavoleto, Gesso, Petrella i Certalto; el gener de 1464 encara va ser nomenat vicari pontifici a Sassocorvaro i l'1 d'abril de 1464 va ser nomenat vicari general pontifici a la Romanya i a Montefeltro.
Fou lloctinent general de l'exèrcit de l'Església el juny de 1465, capità general de l'exèrcit del rei de Nàpols a l'agost del 1465, capità general de l'exèrcit del duc de Milà el 6 de juny de 1466, capità general de l'exèrcit de Florència el gener del 1467, capità general de l'exèrcit del duc de Milà el setembre del 1468, i capità general de l'exèrcit de Florència el maig del 1472.

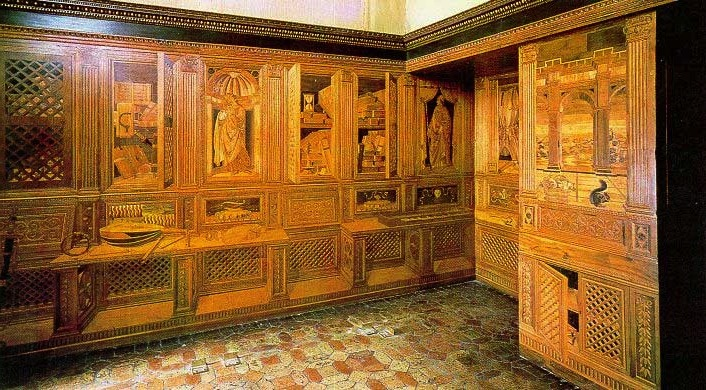
Studiolo

El 1473 Federico da Montefeltro es va construir un gran palau, obra de l'arquitecte dàlmata Luciano da Laurana en el qual havien col·laborat els millors artistes de l'època. Al pis superior el duc es va dissenyar un estudi on podia allunyar-se del «soroll de la cort» i meditar. El duc, influït per Vespasian, un llibreter florentí, volia que fos decorada amb pintures a l'oli i cap pintor italià de l'època disposava dels coneixements tècnics. Just de Gant, coneixedor de la tècnica, va rebre l'encàrrec de pintar vint-i-vuit retrats de personatges il·lustres: filòsofs, poetes i metges de Roma i Grècia. Aquestes obres es troben actualment repartides entre el Louvre i a la Galleria Nazionale delle Marche a Urbino.
Sixt IV el va nomenar el 23 de març de 1474 duc d'Urbino, com a extensió per la branca bastarda legitimada del títol hereditari concedit a son germanastre Oddo Antonio II Montefeltro el 1443.
Fou capità general de l'exèrcit combinat del Papa i el rei de Nàpols l'abril de 1478 i capità general de la Lliga antiveneciana el maig del 1482

## Matrimonis
El 2 de desembre del 1437 es va casar amb Gentile Brancaleoni, comtessa de Massa Trabaria i senyora de Sant'Angelo in Vado i Mercatello sul Metauro, filla de Bartolomeo Brancaleoni, comte i rector pontifici de Massa Trabaria i senyor de Sant'Angelo in Vado i Mercatello sul Metauro, que va morir el 1456. Es va casar en segones noces a Pesaro el 10 de febrer de 1460 amb Battista Sforza, filla d'Alexandre Sforza, senyor de Pesaro i Gradara, la qual va morir el 6 de juliol de 1472.
Va deixar set fills legítims i quatre fills naturals: una filla sense nom conegut (morta el 1461 amb només un any), Joana (morta el 1514), Elisabet (casada el 1475 amb Robert Novello Malatesta de Rimini, va ser monja el 1482, i morí el 1521), Constança (casada amb Antonello Sanseverí, príncep de Salern i comte de Marsico, morta el 1518), Agnès (casada amb Fabrizio Colonna, duc de Paliano, morta el 1522). Chiara o Clara (monja), Bonconte (legitimat pel Papa Nicolau el 7 d'octubre de 1454 va adquirir drets successoris però va morir de pesta el 1458), Elisabet (casada amb Robert Sanseverino comte de Cajazzo i marquès de Castelbuovo, morta el 1503), Antonio (destacat militar al servei de Siena el 1477, de Florència el 1482, de Milà el 1482, de Florència el 1484, de Nàpols el 1494, i de Venècia el 1494, mort de sífilis l'agost del 1500), i Gentile Feltria (que va rebre com a dot Sant'Agata Feltria el 1466 en casar-se amb Agostino Fregoso consenyor de Sarzana, Brugnato, Sarzanello, Castelnuovo di Magra, Santo Stefano di Magra, Falcinello i Ameglia, i va morir a Pesaro el 1529).
Un fill de Federico, Guidobaldo, es va casar amb Elizabetta Gonzaga, la brillant i educada filla del senyor de Mantua. Amb la mort de Guidobaldo el 1508 el ducat d'Urbino va passar a través de Giovanna a la família papal de Della Rovere, fundada per Sixt IV.

## Retrats
Tots els retrats de Federico el mostren des del seu perfil esquerre. Això es deu al fet que durant una de les seves primeres campanyes va perdre l'ull dret i li va quedar a més una gran cicatriu. Per això deixava retratar només el seu costat bo.